# Nowa Ruda (gmina)
Nowa Ruda est une gmina rurale du powiat de Kłodzko, Basse-Silésie, dans le sud-ouest de la Pologne. Son siège est la ville de Nowa Ruda, bien qu'elle ne fasse pas partie du territoire de la gmina.
La gmina couvre une superficie de 139,66 km2 pour une population de 12 196 habitants.

## Géographie
La gmina contient les villages de Bartnica, Bieganów, Bożków, Czerwieńczyce, Dworki, Dzikowiec, Jugów, Krajanów, Ludwikowice Kłodzkie, Nowa Wieś Kłodzka, Przygórze, Sokolec, Sokolica, Świerki, Włodowice et Wolibórz.